# Championnat NCAA de football américain 2013
Navigation
Édition précédente Édition suivante
Le Championnat NCAA de football américain 2013 débute en août 2013 et s'achèvera le 6 janvier 2014. La finale nationale a lieu au Rose Bowl à Pasadena en Californie. C'est la dernière saison du BCS sous ce format, l'édition suivante verra l'instauration d'un système de playoff.

## Résultats de la saison régulière

### Classement national avant les Bowls
| - 1er Florida State - 2e Auburn - 3e Alabama - 4e Michigan State - 5e Stanford - 6e Baylor - 7e Ohio State - 8e Missouri - 9e South Carolina - 10e Oregon |

Ce classement est celui qui a été établi à partir de votes de plusieurs journaux et d'un calcul par ordinateur voir espn.go.com BCS Standings.

## Bowls

### Bowls majeurs du BCS
| Bowl                           | Date             | Lieu                                                     | Équipe 1                   | Équipe 2                   | Score |
| ------------------------------ | ---------------- | -------------------------------------------------------- | -------------------------- | -------------------------- | ----- |
| BCS National Championship Game | 6 janvier 2014   | Rose Bowl, Pasadena (Californie)                         | Seminoles de Florida State | Tigers d'Auburn            | 34-31 |
| Fiesta Bowl                    | 1er janvier 2014 | University of Phoenix Stadium, Glendale (Arizona)        | Bears de Baylor            | Knights d'UCF              | 42-52 |
| Rose Bowl                      | 1er janvier 2014 | Rose Bowl, Pasadena (Californie)                         | Cardinal de Stanford       | Spartans de Michigan State | 20-24 |
| Sugar Bowl                     | 2 janvier 2014   | Mercedes-Benz Superdome, La Nouvelle-Orléans (Louisiane) | Crimson Tide de l'Alabama  | Sooners de l'Oklahoma      | 31-45 |
| Orange Bowl                    | 3 janvier 2014   | Sun Life Stadium, Miami Gardens (Floride)                | Tigers de Clemson          | Buckeyes d'Ohio State      | 40-35 |

### Autres bowls
| Bowl                                          | Date             | Lieu                                                     | Équipe 1                             | Équipe 2                         | Score |
| --------------------------------------------- | ---------------- | -------------------------------------------------------- | ------------------------------------ | -------------------------------- | ----- |
| Gildan New Mexico Bowl                        | 21 décembre 2013 | University Stadium, Albuquerque (Nouveau-Mexique)        | Rams de Colorado State               | Cougars de Washington State      | 48-45 |
| Royal Purple Las Vegas Bowl                   | 21 décembre 2013 | Sam Boyd Stadium, Las Vegas (Nevada)                     | Trojans d'USC                        | Bulldogs de Fresno State         | 45-20 |
| Famous Idaho Potato Bowl                      | 21 décembre 2013 | Bronco Stadium, Boise (Idaho)                            | Aztecs de San Diego State            | Bulls de Buffalo                 | 49-24 |
| R+L Carrier New Orleans Bowl                  | 21 décembre 2013 | Mercedes-Benz Superdome, La Nouvelle-Orléans (Louisiane) | Ragin' Cajuns de Louisiana-Lafayette | Green Wave de Tulane             | 24-21 |
| Beef 'O' Brady's Bowl St. Petersburg          | 23 décembre 2013 | Tropicana Field, St. Petersburg (Floride)                | Pirates d'East Carolina              | Bobcats de l'Ohio                | 37-20 |
| Sheraton Hawaii Bowl                          | 24 décembre 2013 | Aloha Stadium, Honolulu (Hawaii)                         | Beavers d'Oregon State               | Broncos de Boise State           | 38-23 |
| Little Caesars Pizza Bowl                     | 26 décembre 2013 | Ford Field, Detroit (Michigan)                           | Panthers de Pittsburgh               | Falcons de Bowling Green         | 30-27 |
| San Diego County Credit Union Poinsettia Bowl | 26 décembre 2013 | Qualcomm Stadium, San Diego (Californie)                 | Aggies d'Utah State                  | Huskies de Northern Illinois     | 21-14 |
| Military Bowl                                 | 27 décembre 2013 | Navy-Marine Corps Memorial Stadium, Annapolis (Maryland) | Thundering Herd de Marshall          | Terrapins du Maryland            | 31-20 |
| Texas Bowl                                    | 27 décembre 2013 | Reliant Stadium, Houston (Texas)                         | Orange de Syracuse                   | Golden Gophers du Minnesota      | 21-17 |
| Fight Hunger Bowl                             | 27 décembre 2013 | AT&T Park, San Francisco (Californie)                    | Huskies de Washington                | Cougars de BYU                   | 31-16 |
| New Era Pinstripe Bowl                        | 28 décembre 2013 | Yankee Stadium, The Bronx, New York (New York)           | Fighting Irish de Notre Dame         | Scarlet Knights de Rutgers       | 29-16 |
| Belk Bowl                                     | 28 décembre 2013 | Bank of America Stadium, Charlotte (Caroline du Nord)    | Bearcats de Cincinnati               | Tar Heels de la Caroline du Nord | 17-39 |
| Russell Athletic Bowl                         | 28 décembre 2013 | Florida Citrus Bowl Stadium, Orlando (Floride)           | Cardinals de Louisville              | Hurricanes de Miami              | 36-9  |
| Buffalo Wild Wings Bowl                       | 28 décembre 2013 | Sun Devil Stadium, Tempe (Arizona)                       | Wolverines du Michigan               | Wildcats de Kansas State         | 14-31 |

## Récompenses

### Trophée Heisman 2013
Le Trophée Heisman récompense le meilleur joueur universitaire
| Joueur         | Équipe            | Position | Points |
| -------------- | ----------------- | -------- | ------ |
| Jameis Winston | Florida State     | QB       | 2 205  |
| A.J. McCarron  | Alabama           | QB       | 701    |
| Jordan Lynch   | Northern Illinois | QB       | 558    |
| Andre Williams | Boston College    | RB       | 470    |
| Johnny Manziel | Texas A&M         | QB       | 421    |
| Tre Mason      | Auburn            | RB       | 404    |